# Marțianove (Znameanka), Berezivka
Marțianove (în ucraineană Марціянове) este un sat în comuna Znameanka din raionul Berezivkaa, regiunea Odesa, Ucraina.

## Demografie
Componența lingvistică a localității Marțianove
     Ucraineană (92,52%)
     Română (6,12%)
     Alte limbi (0,68%)
Conform recensământului din 2001, majoritatea populației localității Marțianove era vorbitoare de ucraineană (92,52%), existând în minoritate și vorbitori de română (6,12%).